# Hanns Simons
Hanns Simons (* 18. April 1925 in Leningrad; † 20. September 1984 in Braunschweig) war ein deutscher Bauingenieur und Professor an der TU Braunschweig.

## Leben
Hanns Simons war der Sohn des Hochschullehrers Hanns Alexander Simons. Er besuchte das Ratsgymnasium in Hannover und studierte an der TH Hannover, wo er 1957 auch promoviert wurde. Daraufhin arbeitete Simons drei Jahre für die Julius Berger AG an der Planung und Ausführung der Maracaibobrücke in Venezuela und wurde dann Leiter des Technischen Büros für Grund- und Wasserbau der Philipp Holzmann AG. In dieser Funktion war er an zahlreichen Großbauprojekten (Tunnel, Häfen, Staudämme, U-Bahn-Abschnitte) in Deutschland, den Niederlanden, Kuwait, Pakistan, Marokko, Thailand und Malaysia beteiligt. 1968 erhielt Simons einen Lehrauftrag an der TH Darmstadt. 1974 wurde er als ordentlicher Professor an die TU Braunschweig berufen und zum Leiter des neu gegründeten Instituts für Grundbau und Bodenmechanik ernannt.
Simons war verheiratet mit Lore Simons. Das Ehepaar hatte drei Kinder, darunter Eva Möllring sowie zwei Söhne.

## Schriften
- Geschichte der Studentenschaft. in: Jahrbuch der Technische Hochschule Hannover. Hannover 1949, S. 153ff.
- Über die Gestaltung von Schiffshebewerken. (= Dissertation TH Hannover). Hamburg 1957.
- mit Heinz Wind, W. Hans Moser: Die Brücke über den Maracaibo-See in Venezuela: General Rafael Urdaneta Brücke. Bauverlag, Wiesbaden, Berlin 1963. (auch englischsprachig erschienen).
- Sammlung technischer Ausdrücke aus Grundbau und Bodenmechanik, Tunnelbau und Felsmechanik in deutscher, englischer und französischer Sprache. Lehrstuhl für Grundbau und Bodenmechanik, Technische Universität Braunschweig, um 1980.
- Übungsumdruck Grundbau und Bodenmechanik – Vertiefung – Vorlesungsumdruck Finite Elemente im Grundbau. Lehrstuhl für Grundbau und Bodenmechanik, Technische Universität Braunschweig, um 1980.
- Übungsumdruck zur Vorlesung Grundbau und Bodenmechanik I. Grundbau und Bodenmechanik II. Grundbau und Bodenmechanik III. Lehrstuhl für Grundbau und Bodenmechanik, Technische Universität Braunschweig, um 1980.
- Übungsumdruck zur Vorlesung Grundbau und Bodenmechanik III 5. Semester. Lehrstuhl für Grundbau und Bodenmechanik, Technische Universität Braunschweig, um 1980.
- mit Franz-Reinhard Ruppert: Entwicklung geeigneter Verfahren zum Messen der physikalischen Eigenschaften von Betonitsuspensionen auf Baustellen. Braunschweig 1982.
- mit Ernst Reuter, Waldemar Hänsel: Entwicklung von Prüfverfahren und Regeln zur Herstellung von Deponieabdichtungen aus Ton zum Schutz des Grundwassers. Fachinformationszentrum Energie, Physik, Mathematik Karlsruhe, Eggenstein-Leopoldshafen 1986.